# گمینا ووکتا
گمینا ووکتا (به لهستانی:  Gmina Łukta) یک گمینا در لهستان است که در شهرستان اوسترودا واقع شده‌است. گمینا ووکتا ۱۸۴٫۷۱ کیلومتر مربع مساحت و ۴٬۴۵۸ نفر جمعیت دارد.